# Auriculella castanea
Auriculella castanea е вид охлюв от семейство Achatinellidae.

## Разпространение
Видът е разпространен в САЩ (Хавайски острови).